# Vernon Wells (actor)
Vernon George Wells (Rushworth, Victoria; 31 de diciembre de 1945) es un actor de televisión australiano.

## Primeros años
Inicialmente trabajó en una cantera, y luego como vendedor hasta que reclutadores de actores lo encontraron y le convencieron para ser actor.

## Carrera
Comenzó a aparecer en programas de televisión de Australia a mediados de la década de 1970, como Homicidio, Policía Matlock y Todos los ríos van. Es más conocido por su papel de "Wez" en la película de acción Mad Max 2 (1981) y por su papel de  "Bennett" en la película de acción militar Commando. Después de Commando, Wells comenzó a aparecer en películas de Hollywood, como Weird Science (1985) y la comedia de ciencia ficción, El chip prodigioso (1987). En la década de 2000, Wells actuó en la serie de televisión Power Rangers Time Force, donde interpretó a Ransik, el principal antagonista.